# Archives départementales de la Dordogne
Les archives départementales de la Dordogne sont un service du conseil départemental de la Dordogne, chargé de collecter les archives, de les classer, les conserver et les mettre à la disposition du public.

## Directeurs
- 1790-1797 : Joseph Prunis
- 1797-1800 : Noël Pointe
- 1805-1807 : Pierre Lespine
- 1807-1824 : Luguet
- 1825-1854 : Picon
- 1855-1866 : Jean-Léon Dessalles
- 1867-1906 : Ferdinand Villepelet
- 1907-1910 : Auguste Dumas
- 1911-1935 : Géraud Lavergne
- 1935-1937 : Guy Duboscq
- 1937-1939 : Jean-Gabriel Gigot
- 1942-1944 : Henri Waquet
- 1945-1949 : Géraud Lavergne
- 1949-1984 : Noël Becquart
- 1990-1998 : François Bordes
- Depuis 1998 : Maïté Etchechoury

## Revue "Mémoire de la Dordogne", revue des Archives départementales de la Dordogne(liste)
- no 1, décembre 1992 (lire en ligne)
- no 2, juin 1993 (lire en ligne)
- no 3, décembre 1993 (lire en ligne)
- no 4, juin 1994 (lire en ligne)
- no 5, décembre 1994 (lire en ligne)
- no 6, juin 1995 (lire en ligne)
- no 7, décembre 1995 (lire en ligne)
- no 8, juin 1996 (lire en ligne)
- no 9, décembre 1996 (lire en ligne)
- no 10, juin 1997 (lire en ligne)
- no 11, juin 1998,  (ISSN 1241-2228) (lire en ligne)
- no 12, avril 1999 (lire en ligne)
- no 13, juin 2000 (lire en ligne)
- no 14, avril 2001 (lire en ligne)
- no 15, janvier 2002 (lire en ligne)

## Pour approfondir